# 仮名 (文字)
仮名（かな）とは、日本語の表音文字の一種。漢字を基にして日本で作られた文字を指す。古代の万葉仮名に起源を持つ。漢字の字義を捨て表音文字として用いる（借字・仮借）ことからこのように呼ぶ。
現在一般には平仮名（ひらがな）と片仮名（カタカナ）のことを指す。表音文字の一種であり、基本的に1字が1音節を表す音節文字に分類される。漢字（かんじ）に対して和字（わじ）ともいう。

## 概説

### 仮名の生まれる以前
日本に漢字が伝来する以前、日本語には固有の文字がなかったとされる。しかし、大陸から漢字とともに伝来した「漢文」は当然ながら中国語に基づいた書記法であり、音韻や構文の異なる日本語を書き記すものではなかった。この「漢文」を日本語として理解するために生まれたのが「漢文訓読」である。
しかし地名や人名などの日本語の固有名詞は、漢字をそのまま使ってもその音を書き記すことはできない。そこで使われたのが漢字本来の意味を置いておいてその発音だけを利用し、日本語の音に当てる「借字」（しゃくじ）であった。これはたとえば漢字の「阿」が持つ本来の意味よりも「ア」という音だけを優先し、「阿」を日本語の「ア」として読ませるという方法である。この借字によって日本語が漢字で表記されるようになった。この表記法を俗に「万葉仮名」とも呼ぶ。
このような表記法は、仮借（かしゃ）の手法に基づき日本以外の漢字文化圏の地域でも古くから行なわれているもので、中国でも漢字を持たない異民族に由来する文物に関しては、音によって漢字を割り当てていた。邪馬台国の「卑弥呼」という表記などがこれに当たる。
漢字を借字として日本語の表記に用いるのならば、方法の上からは、どんな内容でも、どれほど長い文章でも、日本語で綴ることは可能であった。しかしそのようにして書かれた文章は見た目には漢字の羅列であり、はじめてそれを読む側にとっては文のどこに意味の区切りがあるのかわからず、非常に読みにくい。したがって借字でもって日本語の文をつづることは、韻文である和歌でもっぱら用いられた。和歌なら五七五七七というように五音や七音に句が分かれており、それがたいてい文や言葉の区切りとなっているので、和歌であることを前もって知っておけばなんとか読むことができたからである。

### 仮名の登場
正倉院所蔵の奈良時代の公文書のなかには、本来「多」と書くところを「夕」、「牟」と書くのを「ム」と書くというように、漢字の一部を使ってその字の代わりとした表記が見られ、また現在の平仮名「つ」に似た文字が記されたりもしている。この「つ」に似た文字は漢字の「州」を字源にしているといわれるが、このように漢字の一部などを使って文字を表すことは、のちの平仮名・片仮名の誕生に繋がるものといえる。
やがて仏典を講読する僧侶の間で、その仏典の行間に漢字の音や和訓を示す借字などを備忘のために書き加える例が見られるようになるが、この借字が漢字の一部や画数の少ない漢字などを使い、本来の漢字の字形とは違う形で記されるようになった。行間という狭い場所に記すためには字形をできるだけ省く必要があり、また漢字で記される経典の本文と区別するためであった。これが現在みられる片仮名の源流である。この片仮名の源流といえるものは、文献上では平安時代初期以降の用例が確認されているが、片仮名はこうした誕生の経緯から、古くは漢字に従属しその意味や音を理解させるための文字として扱われていた。
また漢文訓読以外の場では、借字から現在の平仮名の源流となるものが現れている。これは借字としての漢字を草書よりもさらに崩した書体でもって記したものである。その平仮名を数字分の続け字すなわち連綿にすることによって意味の区切りを作り出し、長い文章でも綴ることが可能となった。これによって『土佐日記』などをはじめとする仮名（平仮名）による文学作品が平安時代以降、発達するようになる。

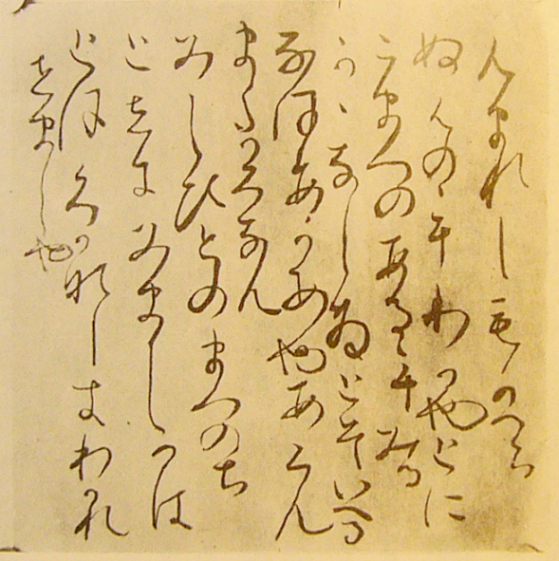
『土佐日記』　藤原定家が紀貫之自筆本より臨書したものの部分。

借字が「かな」と呼ばれるようになったのは、漢字を真名（まな）といったのに対照してのものである。当初は「かりな」と読み、撥音便形「かんな」を経て「かな」の形に定着した。もしくは、梵語のカラナ (करण、Karana、「音字」の意)からの転化という説もある。古くは単に「かな」といえば平仮名のことを指した。「ひらがな」の呼称が現れたのは中世末のことであるが、これは「平易な文字」という意味だといわれる。また片仮名の「かた」とは不完全なことを意味し、漢字に対して省略した字形ということである。
「え」については、万葉仮名では/e/と/je/との音を書き分けたが、その後、日本語では両者の音の区別が失われたため、平仮名・片仮名では書き分けされなかった。
「ん」については、平安時代末期に字形が定まった。

#### 仮名の登場後
平安時代の平仮名の文章和文は、単語は大和言葉であり、平仮名を用いるのが基本であった。しかし「源氏」だとか朝廷の官職名など、大和言葉に置き換える事が不可能で漢語を用いるしかない場合は、漢字のままで記されていた。当時は漢語はあくまで漢字で記すものであり、漢語を平仮名で表記する慣習がなかった（現代も一部の例外はあるが、漢語は漢字で書くのが基本である）。また文章の読み取りを容易とするために、大和言葉も必要に応じて漢字で表記された。ただし和歌の場合は、慣習的に漢語や漢字の表記を避けるように詠まれ書き記されていた。
一方で文章の構文については、漢字が導入された当初は「漢文」の規則に従って読み書きされていたが、その後、漢字で記した言葉を日本語の構文に従って並べる形式が生まれた。さらに、助詞などを借字で語句のあいだに小さく書き添える形式（宣命書き）が行われるようになり、やがてそれら借字で記した助詞が片仮名となった。つまり、漢語や漢字で記された文章に、片仮名が補助的に付加されることがあった。
その両者はやがて統合され、『今昔物語集』に見られるような、日本語の文章の中に漢語を数多く取り入れた和漢混淆文として発展していった。成立当初の『今昔物語集』は、漢字で記された語句のあいだに小さく片仮名を書き添える宣命書きと同じスタイルで書かれていたが、やがて漢字と仮名を同じ大きさで記すようになった。平仮名と片仮名の使い分けは長年に渡って統一されなかったが、第二次世界大戦後あたりから、文章の表記には原則として平仮名を用い、片仮名は外来語など特殊な場合に用いるスタイルとなった。

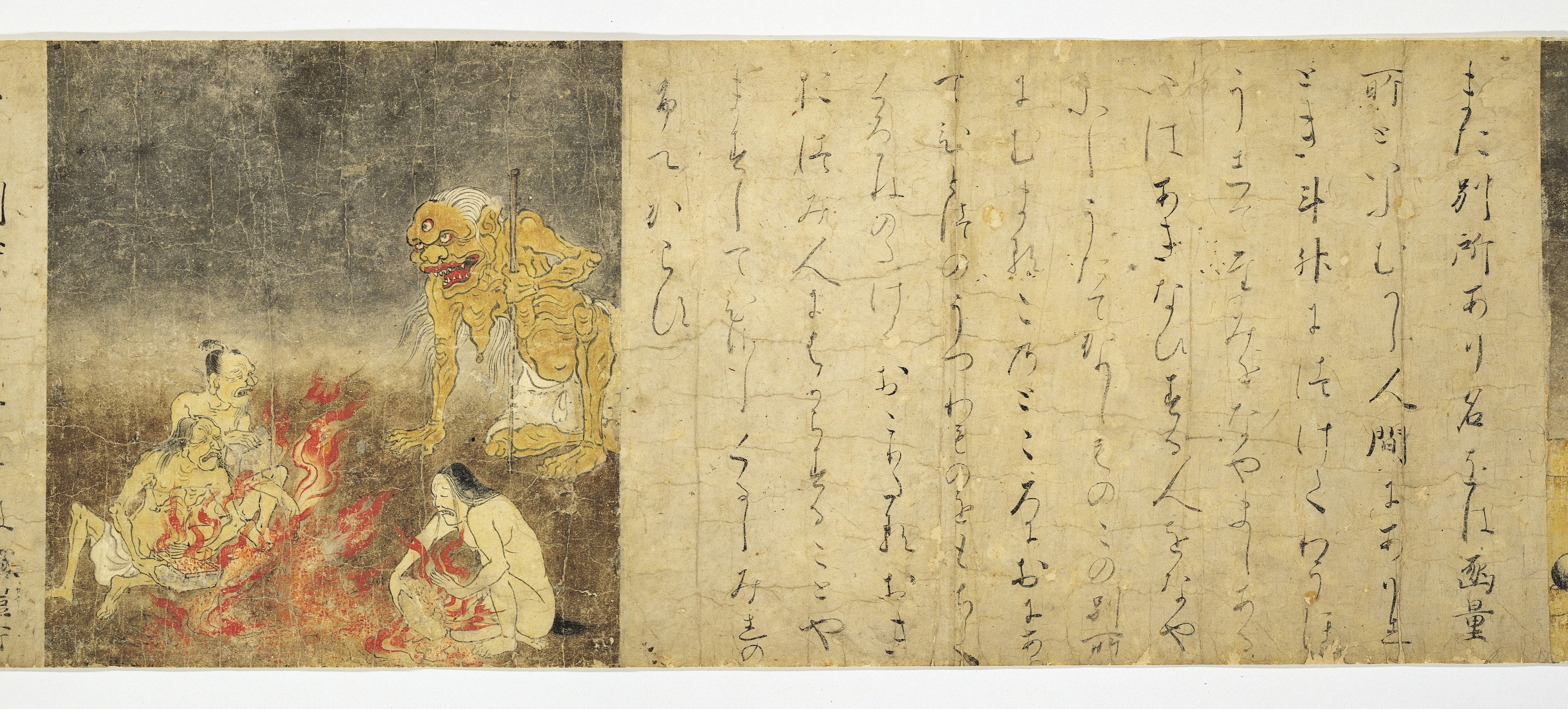
「地獄草紙」（部分）　平安時代末に描かれたとみられる絵巻物。その詞書は、現代とあまり変わらない字体の漢字と仮名で書かれている。

平仮名は漢字から作られたものであるが、なかには現在の平仮名そのままの文字のほかに、それとは違う漢字を崩して作られたさまざまな異体字がある。現在この異体字の平仮名を変体仮名と称するが、片仮名にも古くは現在とは違った字体のものがあった。平仮名による文は変体仮名も交えて美しく書くことが求められ、それらは高野切などをはじめとする古筆切として残されている。こうした異体字をふくむ平仮名と片仮名は明治時代になると政府によって字体の整理が行われ、その結果学校教育をはじめとする一般社会において平仮名・片仮名と呼ばれるものとなった。このふたつは現代の日本語においてもそれぞれ重要な役割を担っている。

## 仮名における清音と濁音
日本語の音節には清音と濁音の別があり、現在濁音をあらわす平仮名・片仮名には濁点が付くのが約束となっている。しかし仮名には、古くは濁点が付かなかった。
仮名が生れる以前の借字の段階では、清音に当てる借字のほかに濁音に当てる借字を区別して使っていた。上で述べたように借字を使った日本語の文は見た目には漢字の羅列であり、それをなるべく間違いの無いように読み取らせるためには、借字の音の清濁についても使い分けをする必要があったことによる。しかし平安時代以降の仮名には清濁の別が無くなった。それは連綿によって仮名の文字列に意味の区切りを作り出し、文の読み取りを以前よりも容易にした結果、仮名の清濁を使い分ける必要がなくなったからである。言い方をかえれば濁音を示す表記を用いなくても、不都合を感じない文を綴れるようになったということである。『古今和歌集』の伝本のひとつである高野切には紀貫之の詠んだ和歌が、

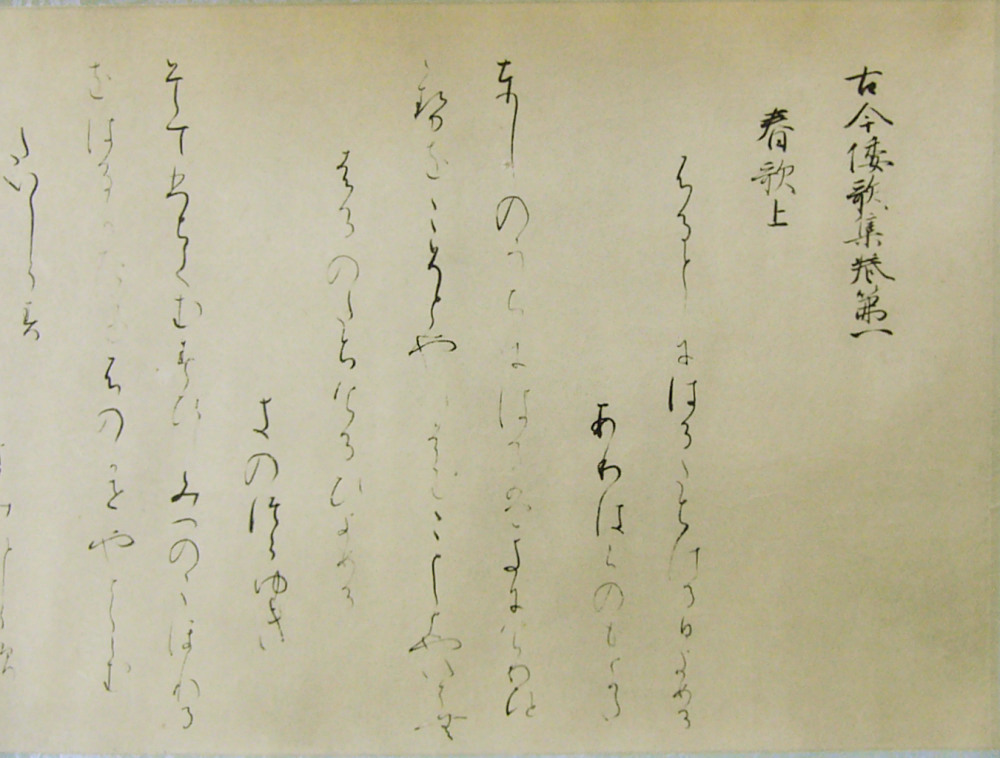
高野切 　『古今和歌集』巻第一春歌上の巻頭で、現在この部分だけ切り取られ掛軸となっている。五島美術館蔵。「そでひちて」の和歌は画像左側の部分であるが、それ以外にも濁点を付した所はない。

そてひちて　むすひしみつの　こほれるを　はるかたけふの　かせやとくらむ
と濁点は付されていない。もしこれに濁点を付けるのならば、
そでひちて　むすびしみづの　こほれるを　はるかたけふの　かぜやとくらむ
となる。「そて」を「そで」、「かせ」を「かぜ」と読むのは、この和歌の文脈では「そで」「かぜ」としか読めないからであり、ほかの部分の仮名についても同様である。つまり「て」という仮名で書かれていても文脈によっては「で」と読むというように、ひとつの仮名で清音と濁音を兼ねるようにしていた。これは片仮名についても同様で、経典に漢字の読みかたを示した片仮名が書き添えられていた場合、その漢字の置かれている文脈をもって判断すれば、清濁について迷うことはなかったのである。
もちろん単語だけを取り出してしまえば、混乱が生じることになる。前田利益が「大ふへん者」と大書した旗を背負い、それを「大武辺者」と読んだ同僚から僭越を責められた際に、「これは『大不便者』と読むのだ」と返した逸話がある。
ちなみに濁点の起りについては漢字のアクセントを示す声点からきており、本来仮名には必要なかったはずの濁点は、辞書の類や『古今和歌集』などの古典の本文解釈において、言葉の意味を確定させるために使われるようになった。その使われ方や形式は様々な変遷をへて、現在用いられる形に至っている。
なお、類似の事例は、他の文字体系にも見られる。チェロキー文字は仮名の五十音で言うところのカ行とガ行を区別しないが、チェロキー語の話者は文脈で判断できる。また、子音のみを表記する文字体系をアブジャドといい、ヘブライ文字では通常は子音のみを用い、母音は文脈で判断する。母音の付加は新たにヘブライ語を学習する者への便宜、あるいは外来語にしか用いられない。

## 仮名を習得するための和歌
『古今和歌集』の仮名序には、つぎのような記述がある。
「…なにはづのうたは、みかどのおほむはじめなり。あさか山のことばは、うねめのたはぶれよりよみて、このふたうたは、うたのちゝはゝのやうにてぞ、てならふ人の、はじめにもしける」
「なにはづのうた」というのは仁徳天皇に渡来人の王仁が、
なにはづに　さくやこのはな　ふゆごもり　いまははるべと　さくやこのはな
という歌を奉ったという古事による。また「あさか山のことば」というのは、葛城王すなわち橘諸兄が東国の視察に行った折、その土地にいた采女だった女が、
あさかやま　かげさへみゆる　やまのゐの　あさきこころを　わがおもはなくに
という歌を作り諸兄に献上したという話である。「てならふ」とは毛筆で文字を書く練習をする事で、いまでも「手習い」という言葉に残っているが、上にあげた和歌2首が、当時仮名（平仮名）の書き方を練習するのに最初の手本とされていたということである。
和歌は文の長さが三十一字と限られており、子供が仮名の手ほどきを受ける教材としては手ごろなものであった。その数ある和歌の中から「なにはづ」と「あさかやま」の歌が「てならふ人の、はじめにもしける」といわれたのは、実際この2首が古い由緒を持った歌らしいこと、また一方では同じ句や同じ仮名が繰り返し出てくることがあげられる。「なにはづ」の歌は「さくやこのはな」という句が二度もあり、「あさかやま」も「やま」や「あさ」という仮名が二度出てくる。同じ言葉や仮名を繰り返すほうが子供にとっては内容を覚えやすく、また同じ文字を繰り返し書き記すことにもなる。
しかし当時の仮名はただ書ければよいというものではない。『源氏物語』の「若紫」の巻には、まだ幼女の紫の上を光源氏が引き取りたいと紫の上の祖母である尼君に申し入れると、「まだ難波津（なにはづ）をだにはかばかしうつゞけ侍らざめれば、かひなくなむ」 という返事をされるくだりがある。まだ「なにはづ」の歌もまともに書けないような幼い娘なので、源氏の君のお相手にはならないでしょうと断られたのであるが、「はかばかしうつゞけ侍らざめれば」とは仮名を連綿としてうまく書きこなせないということである。仮名は文字として覚えるだけではなく、その仮名を連綿で以って綴れるようにするのが当時の仮名文字の習得であった。これは単なる美観上のことだをけではなく、上で触れたように自分の書いたものを人に読み取らせるためには、仮名の連綿は書式の上でも必要なことだったのである。

## 仮名の発音と表記
以下は仮名遣いにも関わることなので詳細は他項に譲るが、仮名における発音と表記の関係について簡略に述べる。
平安時代になると日本語の音韻に変化が起こり、たとえば「こひ」（恋）という仮名に対応する発音は[ko-ɸi]であったが、のちに[ko-wi]と変化している（ハ行転呼の項参照）。[wi]の音をあらわす仮名はワ行の「ゐ」であり、そうなると「こひ」は「こゐ」と記されるようになるかと思われそうだが、文献上「こひ」（恋）を「こゐ」などと書いた例はまず見られない。仮名文字を習得した当時の人々にとっては、恋は「こひ」という仮名で記すというのがそれまでの約束となっており、その発音が変わったからといって「こゐ」と書いたのでは、他者に恋という意味で読み取らせることが出来ないからである。つまり音韻に関わりなくその表記は一定しており、これはほかにも「おもふ」など使用頻度の高い言葉ほどその傾向が見られる。ただし頻度の高い言葉でも、何かのきっかけで変わってしまいそれが定着したものもある。たとえば「ゆゑ」（故）は「ゆへ」、「なほ」（猶）は「なを」と変化し記されていた。とにかく誰かが率先して人々に指導するということがなくても、仮名の表記のありかたすなわち仮名遣いは仮名を使う上で、不都合の無い程度に固定していたということである。
その不都合のなかったはずの仮名遣いとは別に現れたのが、藤原定家の定めた仮名遣い、いわゆる定家仮名遣であった。しかし定家が仮名遣いを定めた目的は、それを多くの人に広めて仮名遣いを改めようとしたなどということではない。
定家は当時すでに古典とされた『古今和歌集』をはじめとする歌集、また『源氏物語』や『伊勢物語』などの物語を頻繁に書写していたが、それは単に書き写すだけではなく、内容を理解し、また自分が写した本を自分の子孫も読んで理解できるようにと心がけた。その手立てのひとつとして仮名遣いを定めたのである。つまりそれまでは多かれ少なかれ表記の揺れがあった仮名遣いを、自分が写した本においてはこの意味ではこう書くのだと規範を定め、それ以外の意味に読まれないようにしたのであった。たとえば当時いずれも[wo]の音となっていた「を」と「お」の仮名はアクセントの違いによって書き分けるよう定めており、これによって「置く」は「をく」、「奥」は「おく」と書いている。その結果定家の定めた仮名遣いは、音韻の変化する以前のものとは異なるものがあったが、定家は自分が写した本の内容が人から見て読みやすい事に腐心したのであって、仮名遣いはその一助として定められたに過ぎない。要するに定家の個人的な事情により、定家仮名遣と呼ばれるものは始まったのである（定家仮名遣の項参照）。
定家の定めた仮名遣いはその後、南北朝時代に行阿によって増補された。それが歌人定家の権威もあって、定家仮名遣と称して教養層のあいだで広く使われたが、明治になると今度は政府によって歴史的仮名遣が定められ、これが広く一般社会において用いられた。
第二次大戦後は現行の現代仮名遣いが用いられている。現代仮名遣いはおおむね1字1音の原則によって定められているとされるが、徹底はしておらず以下のような例が存在する。
- ひとつの音に対して複数の仮名があるケース
  - /e/, /o/, /wa/は原則として「え」「お」「わ」と表記するが、例外として格助詞ではそれぞれ「へ」「を」「は」と書く。ちなみに、/wa/と発音する終助詞は原則通り「わ」と表記する。
  - /zi/, /zu/は通常「じ」「ず」だが、一部のケースでは「ぢ」「づ」と書く。
  - 長音符は一般に「ー」だが漢字の音の場合は「う」を用いる（次項参照）。
- ひとつの仮名が複数の音をもつケース[注 8]
  - 「は」「へ」は通常 /ha/, /he/だが、助詞の場合は「わ」「え」と同様に /wa/, /e/ と発音される。
  - 「う」は /u/ の音標であるとともに、ウ段・オ段に添える長音符でもある。たとえば、かなで書けばいずれも「よう」であるが、「酔う」が /you/（「よ」＋「う」）であるのに対し、「用」は /yoh/ （「よ」の長音）である。

以上を見れば現代仮名遣いにもその以前からあった仮名遣いと同様に、発音には拠らずに書きあらわす例が定められているのがわかる。「続く」は「つづく」と書くが、「つずく」と書くように定められてはいない。蝶々は「ちょうちょう」と書くが「ちょおちょお」や「ちょーちょー」は不可とされる。現代仮名遣いとは実際には、歴史的仮名遣を実際の発音に近づけるよう改め、「続く」や「蝶々」のような例を歴史的仮名遣と比べて少なくしただけのものである。
歴史的仮名遣や定家仮名遣に基づかない現在の仮名のありようは、一見古い時代とは関わりがないように見える。しかし仮名は日本語の音韻に変化が起こった結果、それが定家以前に見られた一般的な慣習によるものにせよ、また個人や国家が定めるにせよ、仮名遣いを発音とは違うところに求めなければならなくなった。そういった性質は現在の仮名も、やはり受け継いでいるといえる。

## 他言語の表記に用いられる仮名
- 琉球語に用いられた仮名
琉球王国時代からの仮名使用の伝統があり、仮名表記の琉球文学が生み出された。

- アイヌ語仮名
2000年1月20日に制定されたJIS X 0213:2000「7ビット及び8ビットの2バイト情報交換用符号化拡張漢字集合」ではアイヌ語表記用の文字が追加された。Unicodeには3.2から採用されている。
- 台湾語仮名および広東語仮名
日本が台湾を日本の一部として統治していた時代、仮名を用いて、台湾語、台湾客家語、高砂族の言語を表記する方法が考案され、使用された。台湾原住民の言語の仮名文字表記については、1980年代にローマ字表記が普及するまで存続した。なお、「台湾語仮名」は文字通り台湾語用の仮名表記法の事であるが、「広東語仮名」は広東語ではなく台湾客家語の仮名表記法の事である[注 9]。

## 備考・諸説
- 日本において朝鮮半島に先んじて独自の文字文化が形成された一因として、支配層・官僚が地方の文化、すなわち方言の歌＝東歌に関心が高かったことが挙げられる[7]。漢文体では方言を記録することは難しく、そのため、盛んに仮名文字が用いられた。橋本治は、日本は古来から大衆文化を受け入れる社会性があり、後代の江戸時代においても大衆文化が開花し、現代のサブカルチャーに至るまで受け入れられているのに対し、朝鮮半島では官僚が地方文化に興味を示さず、現代の韓国人大学生ですら、大衆雑誌に関心を示さなかった例を挙げ、社会が大衆文化を受け入れている差が、独自の文字文化形成の差にもつながったとする（同書 p.80）。